# Wishmaster
A Wishmaster a Nightwish harmadik nagylemeze, 2000. július 18-án jelent meg a Spinefarm Records gondozásában.
A The Kinslayer című számot a Ámokfutás a Columbine High Schoolban ihlette, míg a Wanderlust és Wishmaster számok tartalmukban a Dragonlance nevű fantasy regénysorozatból táplálkoznak. Az előbbi a kender (magyar fordításban: surranó) faj olyan tulajdonságára utal, ami állandó vakmerő utazásokra sarkallja őket, míg az utóbbi megemlíti tanítványként (apprentice) Dalamar-t, valamint mesterként (elf kifejezéssel shalafi-ként) Raistlin Majere-t (mindketten Dragonlance-beli karakterek). A Silvara egy szintén Dragonlance-beli ezüst sárkány neve, Starbreeze (Csillagszellő) pedig Alhana elf hercegnő vezetékneve. Lórien (Lorien) egy terület Tolkien Középföldéjén, Elbereth pedig az egyik vala. A FantasMic szám a kaliforniai Disneyland híres tűzijáték-showjának címét kölcsönzi, illetve a szám többször is utal Disney-filmekre (Wish Upon a Star - Pinocchio, Pán Péter).

## Számok listája
1. „She Is My Sin” 4:46
2. „The Kinslayer” 3:59
3. „Come Cover Me” 4:34
4. „Wanderlust” 4:50
5. „Two for Tragedy” 3:50
6. „Wishmaster” 4:24
7. „Bare Grace Misery” 3:41
8. „Crownless” 4:28
9. „Deep Silent Complete” 3:57
10. „Dead Boy's Poem” 6:47
11. „FantasMic” 8:27
12. „Sleepwalker” (bónusz szám a limitált kiadáson) 2:55

## Közreműködők
- Tarja Turunen – ének
- Erno „Emppu” Vuorinen – gitár
- Tuomas Holopainen – billentyűk
- Sami Vänskä – basszusgitár
- Jukka Nevalainen – dob